# 第2バチカン公会議

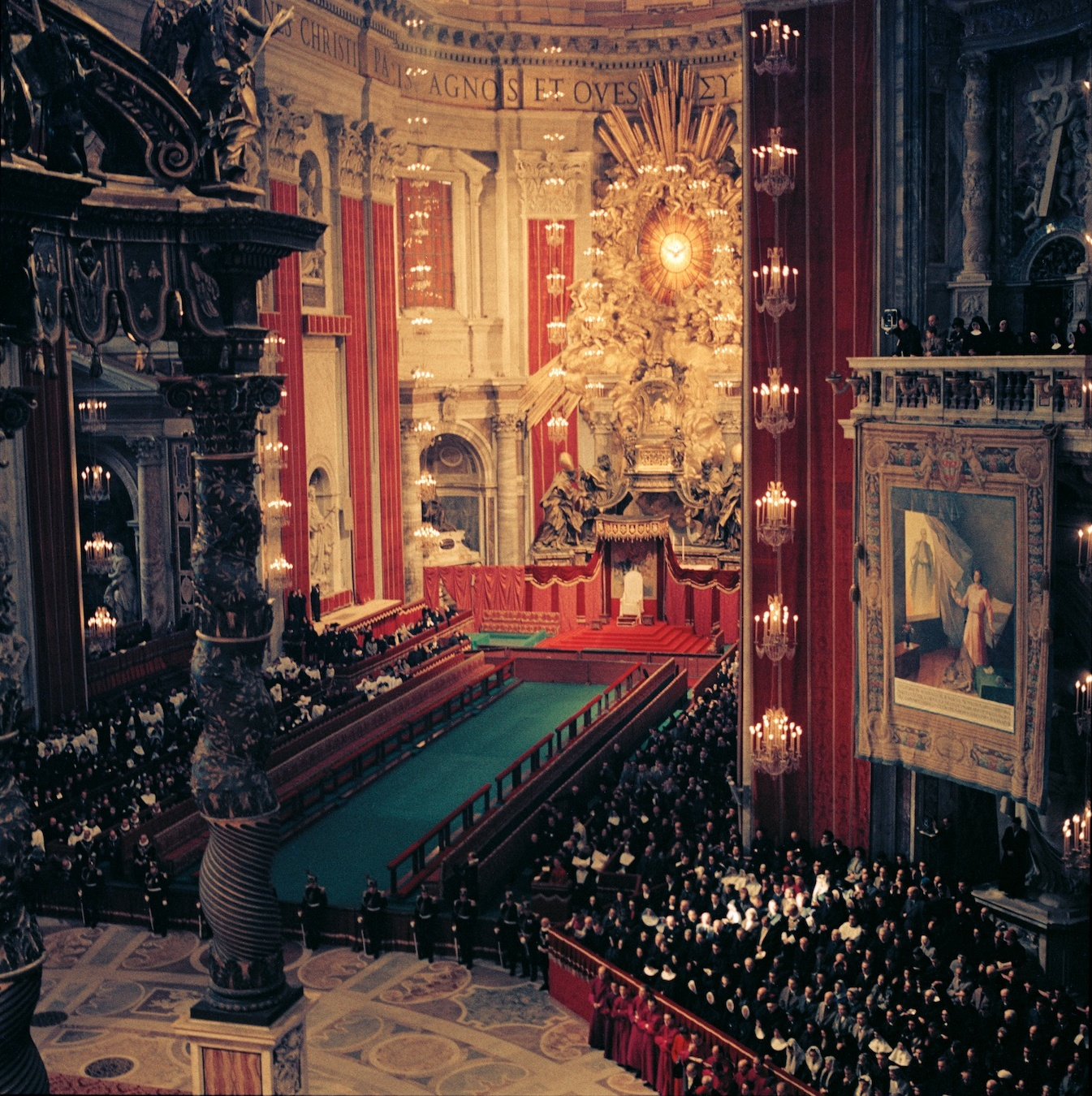
会議全景（ローター・ヴァレー撮影）

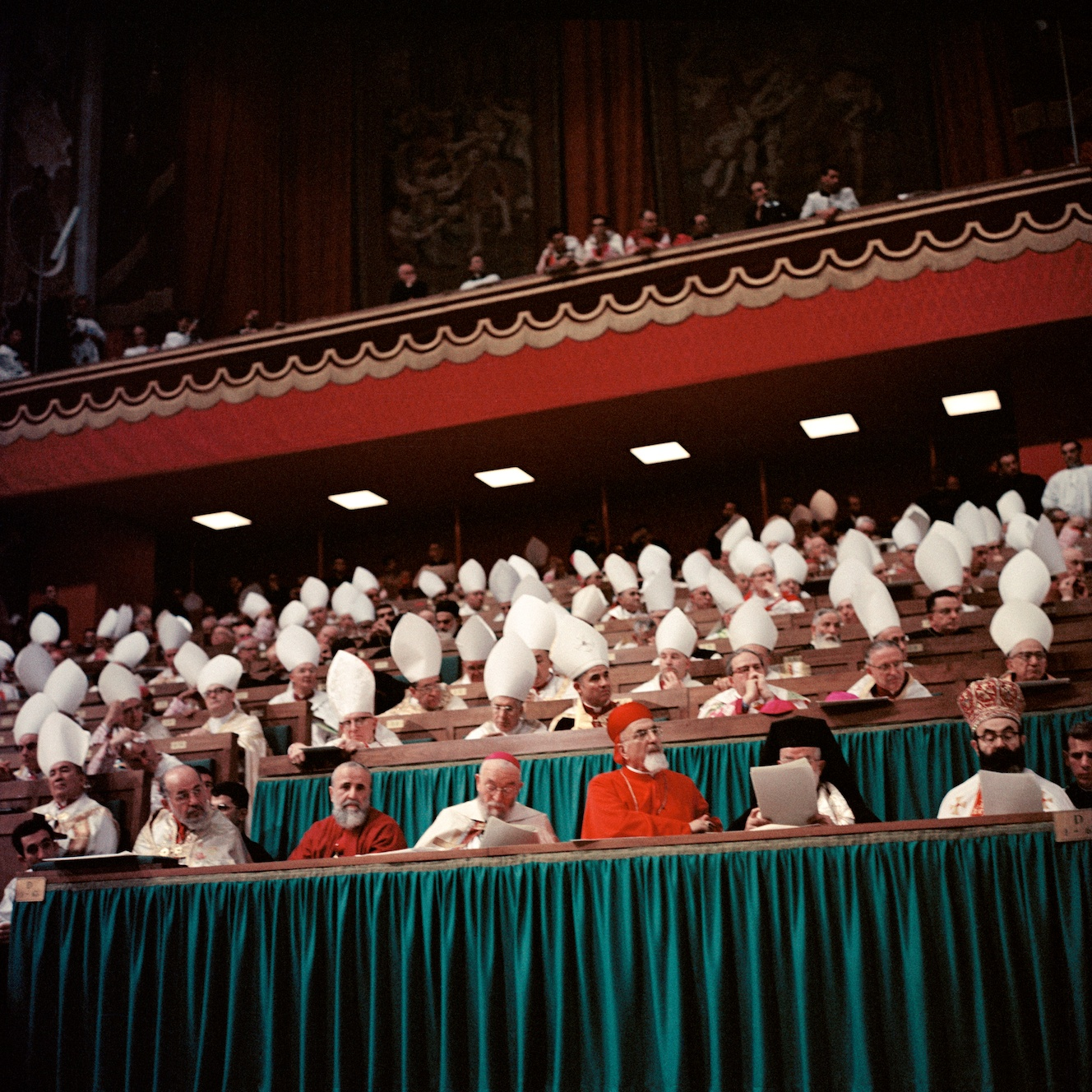
会場風景（L・ヴァレー撮影）

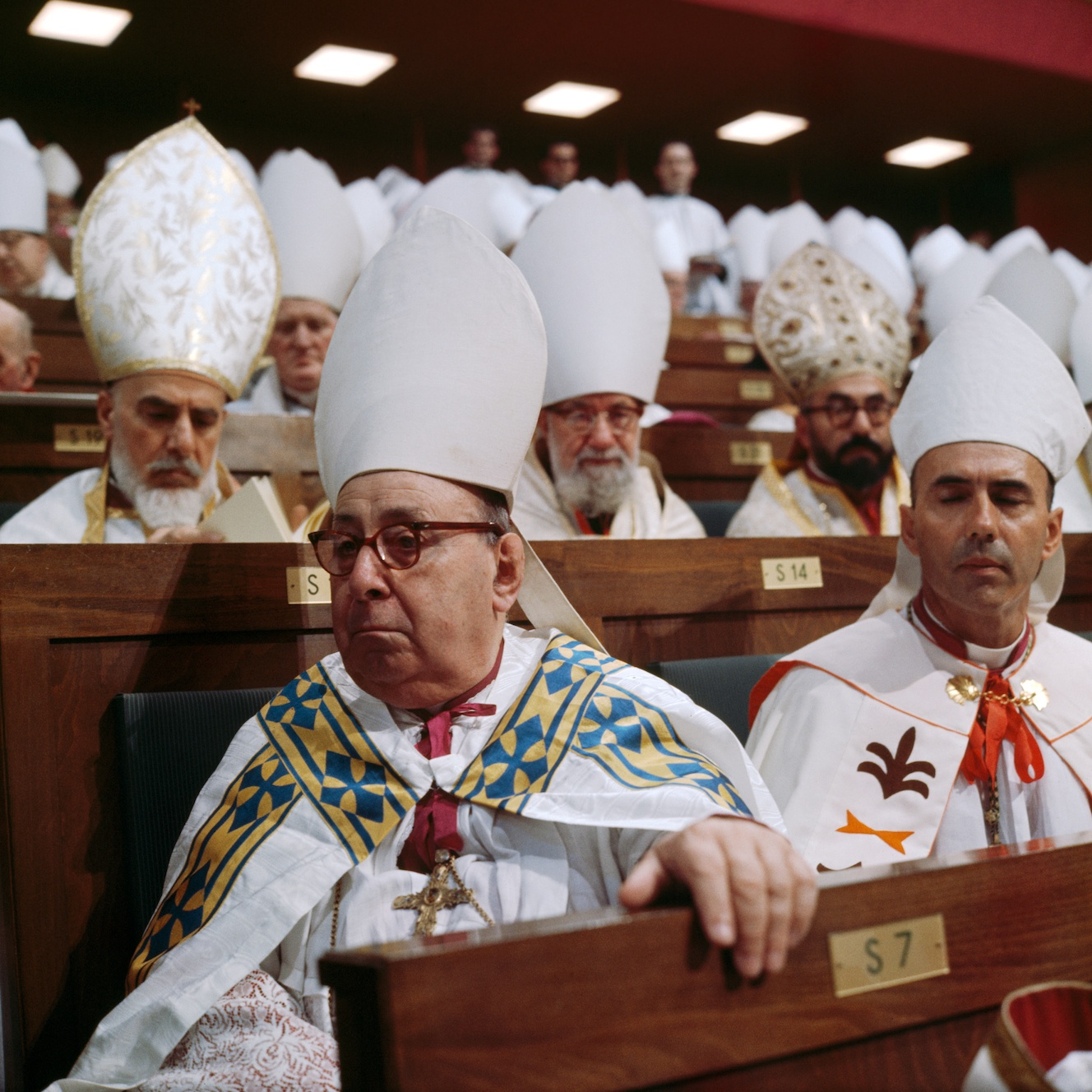
出席者席。前列左はエメ・ジョルジュ・マルティモール (fr)（L・ヴァレー撮影）

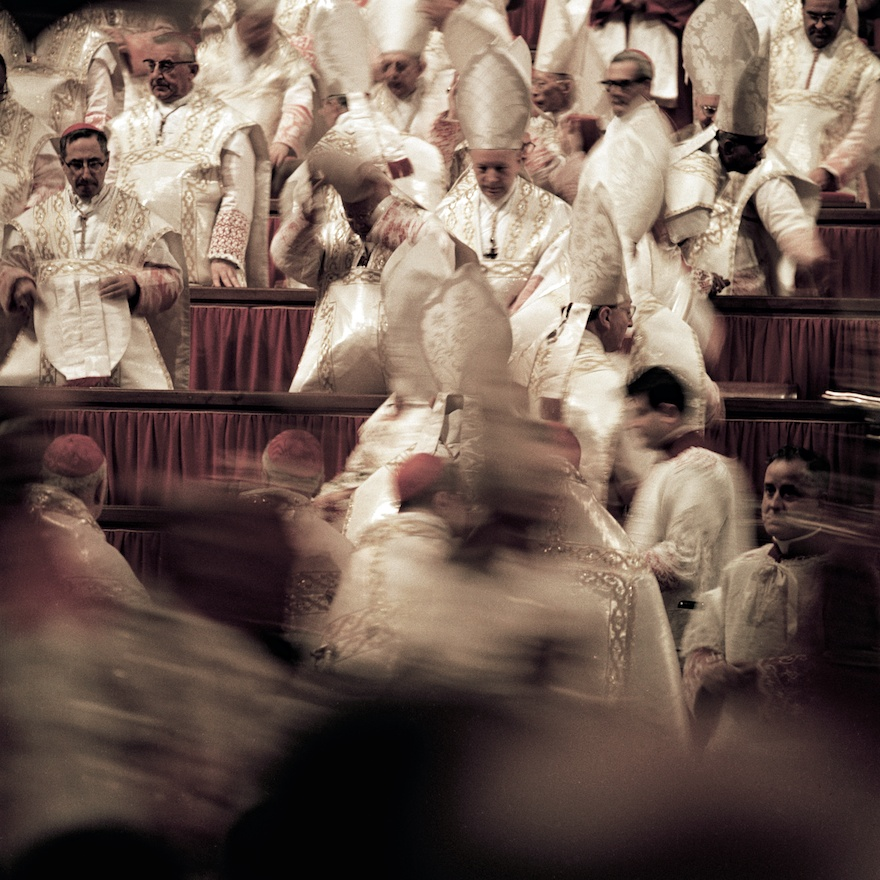
閉会（L・ヴァレー撮影）

第2バチカン公会議（だい2バチカンこうかいぎ、ラテン語: Concilium Vaticanum Secundum、1962年-1965年）は、ローマ教皇ヨハネ23世のもとで開かれ、後を継いだパウロ6世によって遂行されたカトリック教会の公会議である。
この会議では、公会議史上初めて世界五大陸から投票権を持つ参加者 (公会議教父) が集まり、まさに普遍公会議というにふさわしいものとなった。教会の現代化（アジョルナメント）をテーマに多くの議論がなされ、以後の教会の刷新の原動力となるなど、第2バチカン公会議は20世紀のカトリック教会において最も重要な出来事であり、現代に至るまで大きな影響力をもっている。

## 公会議の経緯

### 開会まで
1869年の第1バチカン公会議では、カトリック教会がフランス革命によって生まれた近代革命世界を否定するというスタンスがとられた。

#### ピオ11世
1923年5月23日、教皇ピオ11世は枢機卿会議で、1870年に中断されたバチカン公会議を継続させるために公会議を召集することは適切か否かを枢機卿たちに問うた。このピオ11世の質問に対し、枢機卿たちはほぼ満場一致で公会議に反対した。特にビヨ枢機卿は、司教たちの深い見解の違いがあること、意見がまとまらない危険があること、教会に革命を起こそうとしている近代主義者たちによって公会議が操作される危険があること、伝統的なやり方よりも、民主的な慣行に適応する論争と宣伝活動が導入される危険があることを指摘した。
しかし第1次世界大戦後の世界で、もはやカトリック教会だけが古色蒼然とした形をたもっていることは出来なかった。特に司牧の第一線で働く聖職者、宣教者、信徒たちの間で教会の現代化の必要性は痛感されていた。

#### ピオ12世
1948年、教皇ピオ12世は、ピオ11世の抱いていた公会議のアイデアを検討していた。ルフィニ枢機卿 (en) とオッタヴィアーニ枢機卿は、公会議が新しい近代主義に染まった異端神学を排斥する適切なチャンスだと考えた。そこでピオ12世は65人の司教たちに打診したが、公会議はむしろ危険である、教会を窮地に落とすと判断し、公会議開催の考えを放棄した。

#### ヨハネ23世
1959年1月25日、教皇ヨハネ23世はサン・パオロ・フオーリ・レ・ムーラ大聖堂附属のベネディクト派修道院をふらりと訪れ、17人の枢機卿の前で突然、公会議を召集することを告げた。この教皇自身が下した決断は長い熟考の結果ではなく、「予期しないところにふと訪れた春の木々の芽生えのように生まれた。」という。
この突然の公会議開催の発表は大きい混乱を引き起こした。多くの枢機卿らは、司教たちがマスメディアの圧力を受ける危険を指摘して、公会議招集を止めようと促した。その理由は、ヨハネ23世は、以前ブルガリアの教皇使節（在位：1925年-1934年）を務めた当時から「東方帰一教会」が正教徒らにしている帰一宣教活動に反対しており、新しいエキュメニズムを考えていたからである。
神学者の間には、カール・ラーナーやイヴ・コンガールなどのように「近代社会で人類が獲得した経験知を伝統的なカトリック信仰と調和させる」ことを目指した一団と、ヨーゼフ・ラッツィンガー（後の教皇ベネディクト16世）やアンリ・ドゥ・リュバックのように「古代教会の信仰にこそ現代教会の活力の源泉が見出されるはずだ」とする一団という2つの大きなグループが生まれていた。
また、第1バチカン公会議で本来話し合われるはずであった教会論の議論（これらは普仏戦争の勃発によって中断を余儀なくされた）を行うことで教会のアイデンティティーを再確認することの大切さも十分認識されていた。このような流れの中で、つなぎの老教皇とみなされていたヨハネ23世が公会議の召集を発表したことは、カトリック教会と全世界にとって驚きと同時に大きな期待を持って迎えられた。

### 準備期間
会議の準備に2年が費やされた。その間、まず世界中のカトリック教会関係者から公会議の議題に関する意見書が集められ、次に教皇に任命された10の準備委員会がそれらを検討したうえで、公会議の議題の草案を作成した。

#### 前準備委員会
1959年5月17日、教皇ヨハネ23世は、当時、国務長官であったタルディーニ枢機卿 (en) を委員長として、前準備委員会 (commissio antepraeparatoria) を任命した。
1960年6月5日、ヨハネ23世は、自発教令『スペルノ・デイ・ヌートゥ』(Superno Dei Nutu) によって、第2バチカン公会議の10の準備委員会 (commissiones praeconciliares) と3つの事務局を設立した。同時に、これらの委員会の上に120名から成る「公会議中央準備委員会 (Central Preparatory Commission for the Council)」を置き、翌日、日本の土井辰雄枢機卿を含める36人の中央準備委員が任命された。公会議中央準備委員会は、世界の司教たちからの提案をもとに 10の準備委員会によって起草された草案を吟味する責任があった。中央準備委員会と各委員会、顧問 (consultor) の人数は、その後の任命によって更に拡大し、1961年2月までに710人（内訳は委員393人、顧問317人）に達していた。更に同年12月には827人にふくらんだ。1962年6月まで中央委員会は多くの会議を開き、公会議の準備を進めていった。
すでにこの中央準備委員会の内部で、対立する枢機卿たちの闘いが繰り広げられていた。つまり、検邪聖省 (en) 長官代理アルフレド・オッタヴィアーニ枢機卿の神学委員会とそれに協調する「ローマ派」と、キリスト者一致促進事務局事務長のアウグスティノ・ベア枢機卿 (en) とその補佐ヤン・ウィレブラン、彼らに協調するリベラル派であった。

#### 中央準備委員会の総会

##### 準備委員会顧問名簿
1961年6月15日、中央準備委員会の第1回総会で、1960年6月に指名された準備委員会顧問名簿と公会議の規定との間に矛盾があると告発された。イヴ・コンガール、アンリ・ドゥ・リュバック、カール・ラーナーの少なくとも3人は教会当局から制裁措置を受けた事があり、本来なら顧問になる資格がなかったにもかかわらず、名簿に記載されていたのである。しかし、オッタヴィアーニはこの告発を取り上げなかった。教皇がそれを望んでいたのだった。

##### 総会
1962年1月20日、中央準備委員会の総会で、オッタヴィアーニは自分の草案「純粋に守るべき信仰の遺産について」を発表した。アルフリンク枢機卿 (en) は「一つの哲学派にとらわれている」と批判した。ベアは「スコラ哲学的な言い回し」を攻撃した。そこでリエナール (en)、フリンクス (en)、アルフリンク、デフナー、ケーニッヒ、レジェーの進歩派枢機卿とルッフィーニ、シリ、ララオナ、ブラウンの保守派枢機卿との厳しい対立が、深刻化していく。
同年2月23日、マルセル・ルフェーブル大司教はこれらの対立を調停するように、公会議が2種類の文書を作ることを提案している。一つは、保守派が使うスコラ学的かつ正確な表現で、現代の誤謬を拒否する「排斥文(canon)」付属の草案、もう一つは、進歩派が望むような司牧的で肯定的な短い文書であった。しかし、この提案は何もされず、そのままになった。

### 中央準備委員会の典礼についての討議
中央準備委員会の総会では3月から4月にわたり、典礼に関して討議された。3月27日、アンニバレ・ブニーニ神父の臨席のもと、ララオナはブニーニ草案のミサの通常文の改革計画を出席者の教父たちに説明した。ララオナはこの改革に抵抗を試みたが、自分の前任者であったガエタノ・チコニャーニ枢機卿が署名していたので、やむなく説明にあたっている。この草案は革新的な原則に従って、典礼全体を体系的に改革する計画であった。リベラルな教父たちは賞賛した。デフナーは「中央委員会に提出された全ての草案の中で、最も注目するに値するものの一つである」と賛美した。レルカノ枢機卿もこの草案に賛成した。
「ローマ派」の枢機卿たちは反対した。オッタヴィアーニは「過度な革新に大きく門を開きすぎる」と批判した。ゴッドフレはこの改革は「キリスト教徒らに驚愕を引き起こす革命的な改革」（オッタヴィアーニ）であり、「礼拝を捨て去り聖伝を蔑視するという意味で反典礼的だ」と異議を唱えた。
3月30日、アガジアニアン枢機卿は、宣教国のために自国語のミサを提案した。ルフェーブル大司教は「典礼と典礼様式に関して、司教評議会が法規を制定することができるという原則が受け入れられると、それがたとえ教皇の承認をもって初めて許可されるとしても、民族的典礼と国民典礼様式とに回帰してしまい、典礼の一致のための過去の2世紀のすべての努力が無駄になってしまい、芸術とグレゴリオ音楽は没落、無秩序状態になる危険がある」と指摘した。

#### スーネンス計画
スーネンス枢機卿を中央準備委員に指名したヨハネ23世だが、73もの草案は準備作業に全く指針を示さなかった教皇にとって多すぎたため、秘密裏にその縮減をスーネンスに任せた。
スーネンスは、予備草案を全て2つの枠組みで作り直そうとした。教会内部に向けての発言と、教会外部に向けての発言という2つの領域である。このスーネンス計画は、第2バチカン公会議開始前の1962年4月の終わりには準備が完了、5月中旬には、教皇の命令でこの計画を少数の有力な枢機卿たち、すなわちデフナー、モンティーニ、シリ、リエナール、レルカノなどに伝達している。これは予備草案を廃案にすることを意味し、一方で準備委員会に仕事を続けさせながら、同時に他方では他の委員会にその廃案を任せていた。

#### キリスト教一致促進事務局
「キリスト教一致促進事務局」は10の下部委員会に属する専門家らに対して、他の委員会が取り扱った議題に関して、エキュメニズムの観点で提案や草案の下書きを作成させていた。同時に、特別草案としてエキュメニズム、信教の自由及びユダヤ人問題に関する草案も準備させた。キリスト教一致促進事務局は、この3つの特別草案をオッタヴィアーニの神学委員会に送ったが、無視されている。
1962年2月1日、ヨハネ23世は対立関係にある草案がオッタヴィアーニの神学委員会およびその他の委員会を通さないまま、直接、中央準備委員会に上がるように定めた。その一つが、信教の自由に関する草案だった。

#### 中央準備委員会の第7回総会
1962年6月18日、最終総会である中央準備委員会の第7回総会が開かれた。
この最終会議の2日前、中央準備委員会は対立関係にある2草案を討論する。一つは、オッタヴィアーニが直接作成した神学委員会の「教会と国家との関係と宗教的寛容」に関する草案である。もう一つはベアのキリスト教一致促進事務局による「信教の自由」草案である。
枢機卿たちは2つの陣営に分かれて激論を交わした。オッタヴィアーニ草案の中心にある関心事はカトリック信仰の保護であり、真の宗教における市民全員の一致に基礎をおいた世俗の共通善の保全であった。自由とは、真理と善徳のためであって、誤りや悪のためにあるのではない。ベア草案では、すべての場合とすべての人々に信教の自由が適用されるとした。イタリア系、スペイン系、ラテン・アメリカ系の教父らはオッタヴィアーニの草案に賛成し、アメリカ、イギリス、ドイツ、オランダ、フランスの教父たちはベアの草案を支持して、委員会は真っ2つに分かれた。
この準備委員会はほとんどが教皇庁職員によって編成されていたが、彼らの手で73にのぼる公会議文書の草案が完成した。この委員会は多くの草案を変更し、不採用にした草案もあり、教会法改訂委員会に送り返されたり、他の草案と合併したものもあった。件数は圧縮され縮小され 73から 20に減った。
7月13日、草案の内、公会議で討議されるべき7つが将来の公会議教父たちに送付された。スキレベークス神父はこの草案を厳しく批判しドイツ語圏の司教たちに広く配布した。これは各国語に訳されて広く読まれた。
7月20日、中央準備委員会の職務は終了した。公会議には枢機卿団、司教団や修道会の長上と顧問神学者団以外にも、歴史上初めて、オブザーバーとしてプロテスタント諸教会や東方正教会の代表者たちに参加が要請された。実際にそれらの代表団がバチカンに到着したことで、議題の一つであった教会の一致（エキュメニズム）へ向けた機運も高まっていった。
前述の人々を含む会議の参加者は史上空前の規模で、予定参加者は実に2908人に及んだ。実際に第1会期の初日に参加できたのは2540人であり、全日程に参加した人数は2100人から2300人前後になったが、それ以外にも投票権を持つ参加者 (公会議教父) が私的な顧問として招聘した神学者たちや随員を含めると、参加者と関係者の合計は膨大な数に上っていた。

### 第1会期 (Sessio Prima)
1961年12月25日制定の教会憲章『フマネ・サルーティス』(Constitutio Apostolica "Humanae Salutis") により、第2バチカン公会議開催は1962年とされ、1962年2月2日の自発教令『コンシリウム・ディウ』（Motu proprio "Consilium Diu"）により、開催日は10月11日と定められた。

#### 開会式
1962年10月11日、教皇を中心とした2500人の参加者たちは会場であるサン・ピエトロ大聖堂に集まり、ヴィエンヌ公会議以来の伝統的なスタイルの儀式によって公会議を開始した。そこには世界86カ国の政府から派遣された使節も参加していた。
荘厳な開会式において教皇ヨハネ23世は、第2バチカン公会議の目的として、教会の信仰の遺産を現代の状況に適合した形で表現し、信徒の一致・キリスト者の一致・世界と教会の一致をはかることだとしつつ「世界の誤謬を糾弾するものではなく、慈悲をもって世界の問題に対処する態度を追求する」公会議とすることを説いた。
ヨハネ23世は、公会議開会演説でその公会議の開催の理由と自分の楽観主義、公会議の方針をこう説明した。
「この会議のことは最初、ほとんど思いがけなく私の心に浮かんできたことで、次に、1959年1月25日、聖パウロの回心の祝日に当たってオスチア街道にある聖パウロ大聖堂で、そのまま単純に枢機卿各位の前で発表されたことであります。」
「日々の使徒的任務を遂行するにあたって、たびたび私の耳に届いて不愉快に思うことがあります。それは信仰の熱心に燃えていながら公平な判断と賢明な思慮を欠いた人々の声であります。この人々は、人類社会の現状を見ては破壊と災難しか見ることが出来ず、過ぎ去った世紀と比べて現代はただただ悪い方に向かってしまったと繰り返し言い続けます。…… あたかも世の終りが近づいたかのように、つねに災いしか予告しない不運の預言者に私は絶対に賛成できません。」
「私たちのなすべきことは、ただこの高価な宝を守って、ひたすら古いことを研究することではありません。……この世界会議が第1にめざす目標は、教会の主要な教えのいくつかを討議することではなく、教父や過去および現代の神学者たちによって伝えられ、当然ここにご列席の皆様が知っておられる事柄を繰り返すことでもありません。……忠実に守られるべき、この確固不動の教えが、現代の要求する方法で探求され、説明されなければ成りません。尊ぶべき教えに含まれている真理、すなわち信仰の遺産そのものとこれを表す方法とは同じではありません。……おもに司牧的な性格を持つ教会の教導の任務にもっともよく合致する表現法でなければならないのです。」
「誤謬には教会はいつも反対し、時には断固とした厳しさをもって誤謬を断罪しましたが、現代のことについて申しますならば、キリストの花嫁である教会は、人々を厳しく取り扱うよりは、むしろ慈しみの薬を用いていやそうとしています。断罪するよりは、自分の教えの価値を示しながら、現代の要求に応える方が良いと思われます。」

#### 第1回総会
第1会期（Sessio Prima：1962年10月11日 - 12月8日）は、10月13日の第1回総会 (prima congregatio generalis) と共に開かれた。第1回総会は、委員会の委員選挙が行われるはずだった。10の委員会はそれぞれ25人の委員を置き、教皇による選任は委員長10人に加え、各委員会の24委員のうち8人ずつ合計80人とし、公会議が委員会ごとに残る16委員ずつ、すなわち計160人の委員を選ぶ予定であった。
世界中至る所から集まった司教たちの大半は互いに初対面で、知己があってもわずかであった。そこでお互いを知らない司教2400人のために、教皇庁は特別専門委員会の委員として誰が適任なのか提案した。
フェリチ枢機卿は参列した司教たちに完全な選ぶ自由を残しながら、第2バチカン公会議準備委員会の委員名簿を配布した。既に公会議の準備に携わってきた、経験を積んだ専門家であり、自由に適任者を選ぶ助けになるという理由からであった。教皇庁が選んだ名簿から教父たちによってすべて選択されることが望ましかった。事務総長のフェリチ大司教は、委員たちの選挙に直ぐ入るように教父たちに指示した。
しかし教皇庁の予期しない出来事が起きた。公会議の初日から、公会議教父たちの大部分は何か異常なことが起きていると感じたのである。準備委員会は教皇庁職員が構成し、議事運営方法はその提案に沿って進むはずであったが、リールのリエナール大司教が異議を唱えたからだ。リエナールがマイクを取り発言しようとすると、議長であったティスラン枢機卿は強く制止せず、マイクを取ったリエナールは、フェリチの名簿は司教らの自由を奪う教皇庁からの圧迫であると、大きな声で非難して拍手喝采を受けた。フェリチはこれに公会議事務総長として反対の考えだったが、つぎに演説したケルンのフリンクス大司教がリエナールを支持すると更なる拍手喝采を受けた。最初の議長のティスランは10月16日まで選挙延期を宣言した。この「クーデター」を計画した枢機卿たちは、既にライン川周辺の中部ヨーロッパ作成の候補者名簿を準備していた。それは、リベラル派の名簿であった。
こうして第1回総会は、わずか20分で議事を終了し閉会した。オランダの或る司教は、公会議会場から退場しつつ友人の司祭に「私たちの最初の勝利だった！」と叫んだ。

#### 第2回総会
10月16日、第2回総会で委員会委員の投票が行われた。しかし投票に付しても、このときの候補者名簿は公会議の規則が求める投票総数の3分の2の賛成票を得ていない。そこで、リベラルな枢機卿たちは、教皇ヨハネ23世に規則の例外を認めさせるように圧力をかけた。論拠は投票総数の過半数を獲得したのであり、これは明らかに公会議の大多数の意志であるとしている。ヨハネ23世は公会議の規定を無視してこの名簿を受け入れ、公会議の諸々の委員会のすべての委員はリベラル派から選ばれた。この結果、自分たちの立てた候補者109人のうち79人が当選し、「ヨーロッパ同盟」は座席の49%を得た。教皇により、ヨーロッパ同盟の委員が更に8人指名された。典礼・教育・宣教・修道生活の専門として見なされてきた修道会総長評議会が立てた候補者は、1人も当選しなかった。初日に配布された委員候補名簿に100人いたイタリア人司教は20名に留まった。その結果、委員の3分の2が進歩派に占められた。冒頭の選挙において教皇庁を抑えて自己主張した司教らは、公会議の指導権をますます握っていく。このことは「ライン河はティベル河に流れはじめた」と論評された。
以降、公会議では単に教皇庁準備委員会の提示した名簿を参加者が承認するのではなく、参加者たちがグループをつくって議論を交わし、主体的に話し合いを進めるスタイルがつくられていく。
10月15日、委員選挙と平行し、フリンクスは公会議の最初の議題として、リエナールとアルフリンクらの進歩派による最も進歩的な内容、すなわち典礼を討論するべきだと主張し、議長団の10人はヨハネ23世にそれを要求しに謁見していた。
10月16日、第2回総会で、公会議の最初の議題として最も進歩的な草案が討議されることが発表された。つまり「典礼について」であった。こうして、検邪聖省を中心に「教皇庁的考え方は予想以上の抵抗にあって自由な前進を阻まれたのである。しかも抵抗する司教団に支持を与えたのは教皇自身であった。」という見方をしている。

#### 第3回総会
1962年10月22日、第3回総会が開かれ「典礼について」の草案をめぐっての議論が開始した。これによって保守派と進歩派の対立が明らかにされた。
「保守派」と言われたのは、事務総長のフェリチ、ルッフィーニ、オッタヴィアーニ、シリなど教皇庁系のイタリア人枢機卿ら、アイルランドのブラウン枢機卿、スペイン系、北米、南米の教父たちであった。ローマのラテラン大学も同意見であった。
「進歩派」と言われたのは、ベルギーのスーネンス、オランダのアルフリンク、フランスのリエナール、ドイツのフリンクスやデフナー、ベアなどの中央ヨーロッパ系（「ヨーロッパ同盟」と呼ばれた）や少数の北イタリアの教父たちであった。その他、オランダのスキレベークス神父やフランスのコンガール神父、ドイツのラーナー神父などもいた。ローマのグレゴリオ大学も同意見であった。

#### 意見の対立

##### 「典礼について」をめぐる保守派と進歩派の対立
10月22日から11月13日まで、典礼に関する草案について討論が行われた。進歩派のレジェ、アルフリンク、エルヒンガーなどの教父は、共同司式ミサや、パンとぶどう酒の両形色の聖体拝領を主張した。10月30日の総会で、保守派のオッタヴィアーニはそれに反論し、規定の10分以内に話が納まらず続けようとしたが、進歩派のアルフリンク議長は割り当てた時間を超えると突然、マイクのスイッチを切ってしまった。屈辱を受けたオッタヴィアーニは黙って自席に戻ったが、多数の教父は嘲笑と拍手で議長を支持した。

##### 「啓示の諸源泉について」の草案における意見の対立
11月14日から同22日まで、「啓示の諸源泉について」の草案が討論された。あらかじめ作成されていたこの草案は、カトリックの教義を明確に出し過ぎておりエキュメニカルな観点から望ましくないと非難され、初日からリエナール、フリンクス、レジェ、ケーニッヒ、リッターなどの進歩派の教父が反対した。11月17日にはデフナー枢機卿も加わり、進歩派は準備委員会によって作られた草案全体を却下し、その代わりに、既にラーナー神父によって準備されていた草案を支持した。
11月20日、議長であった進歩派のフリンクス枢機卿は「啓示の諸源泉について」の草案討議の中断を公会議の投票に付した。投票の結果、賛成は1386票、不賛成は822票であり、賛成投票は3分の2の多数には及ばなかった。事務総長のフェリチは、討議は続行すると宣言した。しかし、教皇ヨハネ23世は、ベアとレジェの要求に屈服し、公会議の規定を無視して、この草案は破棄となった。

##### 「教会について」の草案における意見の対立
12月1日から同7日までは、「教会について」の草案に関する討論が行われた。この草案は、初日からリエナール（この草案は「キリストの神秘体をローマ教会と同一視している」）、フリンクス（「ギリシア・ラテンの教父思想の発露がない」）、デフナー（「神の民と司教団についての説明がない」）、ド・スメット（「勝利主義的法律的傾向が強い」）、レルカノ（「貧者の教会の思想がほしい」）、モンティーニ（「キリストと教会との関係の説明が不十分」）、マクシモス（「エキュメニカルな配慮が足りない」）などの進歩派の教父が反対した。この草案は、教皇の判断と決定によって、票決されることなく廃案となった。

##### その他の議事内容
そのほか、11月23日から同26日まで「マスコミについて」の草案に関する討論が行われた。また11月26日から同30日まで、「東方教会との一致について」、「聖母マリアについて」、「エキュメニズムについて」の3草案に関する討論が行われた。

#### 調整委員会
12月5日、教皇ヨハネ23世は準備委員会の作成した草案を、司牧的なもの（ad intra 教会内部に向けての信徒らへの発言）と世界的に意味があるもの（ad extra 教会外部の世界に向けた発言）という観点から再検討することを要求し、調整委員会を設置した。キコニアーニ委員長ほか、リエナール、ウルバーニ、スペルマン、コンフェロニエーリ、デフナー、スーネンスの各委員から成り、殆どが進歩派で占められた。
第2バチカン公会議開会に先立つ1962年3月、ヨハネ23世は秘密裏にスーネンスに多すぎる草案の整理を任せており、スーネンス計画が実行されると公会議開会の60日後には、準備された73の草案はすべて否決され捨て去られることになった。
第1会期では、典礼の諸問題、東方典礼の問題などが扱われた。同時に話し合われた啓示に関する討論では草案が棄却され、書き直しが求められた。第1会期は結局、満足のいく成果をみることができなかったが、以後の会期の運営のあり方が確立された。あらかじめ準備された草案が全て承認に至らなかったという第1会期の事態は、ラッツィンガー神父によれば「第1会期の偉大な、驚くべき、正真正銘の肯定的結果」だった。これは「準備作業の背後にあった精神に対する強い反動」の証拠で「公会議の第1会期のエポック・メイキングな特徴である」と呼んでいる。

#### 新教皇の誕生
第1会期終了後、次の会期に向けて草案の見直しや議論の整理が進む中、かねてからガンを患っていた教皇ヨハネ23世が1963年6月3日、会議の終結を見ることなくこの世を去った。6月21日、後継の教皇にパウロ6世が選出され、翌6月22日のラジオ・メッセージで公会議の継続を宣言した。
教皇が第2バチカン公会議の第2会期を1963年9月29日に開会すると予告すると、世界の公会議教父たちは様々な草案の研究を再開した。8月26日から同29日まで、ヨーロッパ同盟の司教たちのイニシアティヴでドイツのフルダに集まり、第2会期の進め方を準備するフルダ会議（Fulda Conference）が開かれる。
1963年9月12日付けのティスランへの手紙によると、第2会期開会に先立ち、教皇パウロ6世は次のことを定めた。
1. 定数4人の運営委員 moderatores の設定
2. 公会議の議長団を拡大（定数を 10人から12人に増員）、その職務範囲を公会議運営手続上の課題に限定
3. 非キリスト教者との対話の窓口を務める事務局の設置
4. 広報委員会の設置。一般信徒代表の公会議参加を、傍聴人として承認
5. 非カトリック信者の傍聴人席の増設

などであった。
指名された4人の運営委員は、進歩派のデフナー、スーネンス、レルカノ、中道派のアガジャニアンであった。こうして自由主義者が公会議の主導権を握った。この運営委員会は、教皇庁からの介入の余地を抑える目的があった。

### 第2会期 (Sessio Secunda)
9月29日の第2会期（Sessio Secunda 1963年9月29日 - 12月4日）の冒頭、教皇パウロ6世は議題が多すぎて収拾がつかなくなった第1会期の轍を踏まないため、公会議の優先議題を以下の4つと明示した。
1. 教会論草案—教会論の確立と司教団の役割の検討
2. 教会の刷新・現代化
3. エキュメニズム草案—エキュメニズムの推進
4. カトリック教会と現代世界の対話

それにもかかわらず、第2会期における保守派と進歩派との論争は、教会における聖母マリアの地位（#聖母草案）ならびに司教権あるいは司教団の性格（#司教団草案）が焦点になる。
9月30日、教会論草案をめぐって討論を開始した。

#### 聖母草案
元来、聖母マリアに関する草案 (De Beata Maria Virgine, Matre Dei et Matre hominum) は独立した文書だった。一方のオッタヴィアーニはこれを単独の決議文として成立させようとしていた。他方、第2会期前のフルダ会議でカール・ラーナーは「エキュメニカルな観点から見て悪い結果をもたらす」ので「分裂の原因を避ける平和的な妥協」を求めている。ラッツィンガー、グリルマイアー、ゼンメルロートも同意見であった。
9月30日に第2会期が始まるやいなや、フリンクスは聖母草案を「過度なマリア信心」と批判し、短縮し教会論の一部に編入すべきという意見を出した。10月2日には、シルバ枢機卿もマリア論を教会論の一部とするべきと主張した。
10月3日、デ・アリッバ枢機卿は司教60人の連名で、マリア論は単独の草案とすべきだと要求し、約600人の司教の陳情書が提出された。10月24日、サントス枢機卿は、単独の聖母草案を求める代表として審議報告を行い、他方でケーニヒは編入を求める代表として報告を行った。
10月29日、聖母草案をめぐり単独か編入かを問う投票が行われ、教会論への編入を要望する意見が賛成 1114 対 反対 1074 と僅差で多数を占めた。

#### 司教団草案
神学委員会が準備した「教会草案」が廃案となった後、新しい第2草案をめぐる激論が交わされた。
10月4日から同16日まで、教会の最高教導機関としての司教団(ordo episcoporum, collegium episcoporum) を認めるか否かが討論され、127人の教父が発言した。教父たちは3つの派に分かれた。
- ローマ系の聖伝派：神授の権利[要説明]により、教皇が全世界の教会の唯一の頭であり、教皇のみが最高権威を十全に満たす。ペトロはキリストの代理者（教皇）だからこそ、使徒団の頭である。司教団は公会議という例外において固有の行動を行使するのみで、全教会に対する神授の最高権威は無い。
- 急進リベラル派：司教たちは一つの団体を構成し、教皇は司教団の意見を参照して初めて決断を下すことが出来る。
- 穏健リベラル派：司教たちは一つの団体を構成し、頭である教皇に従い、教皇は司教団とは独立して別個の権能を行使する。ペトロは司教団の頭だからこそ、キリストの代理者である。神授の権利により、教会は恒常的に公会議状態である。教会は、教皇と、教皇と共にある司教団という2つの頭を持つ。

この問題の討議は、意見が明確に対立したまま打ち切られ、議事は次の議題に移った。
10月14日、運営委員会のスーネンスは司教団の問題を4点にしぼり、試験的投票を10月17日に行うと発表した。しかしフェリチ事務総長、議長団、調整委員会の保守派は票決に反対し、そのような投票を運営委員会が行うとは、調整委員会に対する越権行為であると見なしたのである。反対により10月17日の投票自体が行われなかった。
10月29日、運営委員会は試験的投票の課題を4点ではなく次の5点に改めて発表し、翌日に投票が実施された。
1. 司教聖別の秘跡性[要説明]
2. 司教の団体性
3. 教会の最高教導機関としての司教団
4. 司教の神的起源
5. 恒久的聖職身分としての助祭

10月30日、試験的投票の結果、5点のいずれも3分の2以上の大多数を得た。オッタヴィアーニとブラウンは、この試験的投票は神学委員会を拘束する力がない、司教団に関する教えも確立されていないと反論した。

#### その他の議論
- 11月14日から同25日まで「マスコミ草案」を討議し、11月25日の最終票決を経て12月4日に「マスコミ草案」(Inter Mirifica) を公布。
- 11月18日から同27日まで、「エキュメニズム草案」に関する討論が行われ、同19日から12月2日を使い信教の自由に関するテキスト（「エキュメニズム草案」第5章）を討議。
- 11月22日に「典礼草案」の最終票決、12月4日に「典礼草案」 (Sacrosanctum Concilium) を公布。

#### 委員の追加
11月21日、教皇パウロ6世は、委員会定数を25名から30名に増やすと決定した。同28日、追加の5人の選挙が行われ、5人ともヨーロッパ同盟の拡大版である世界同盟（進歩派）から選ばれた。
この拡大によって司教団の意見がよりよく草案に反映されるようになった。
さまざまな議題について議論はつきなかったが、この会期中『典礼憲章』(Sacrosanctum Concilium) と『広報機関に関する教令』の2つが一応の成立を見たことで、このまま議論だけで終わるのではないかという参加者の不安は除かれた。

#### 教皇のコンスタンティノープル訪問
1964年初頭、教皇パウロ6世はエキュメニズムに努め、コンスタンティノープル総主教アテナゴラス1世を訪問した。
同年1月15日、調整委員会の会合で進歩派のデフナーは議事進行の迅速化を図るには、リベラル派にとって重要な問題のみを取り上げ、重要性の少ない細かい問題は「指針」(propositiones) という形で簡単にまとめるよう提案し採決された（デフナー計画 Döpfner plan）。

### 第3会期 (Sessio Tertia)
前回から1年後の第3会期（Sessio Tertia 1964年9月14日 - 11月21日）には傍聴人の信徒まで招聘され、多くの草案が精力的に検討された。特に、教皇の首位権に関する第1バチカン公会議の決議を尊重しつつ、司教団の団体性指導原理を強調するという方法に関して、議論が白熱した。

#### 司教団主義
1964年9月15日、第3会期の冒頭、スタッファ大司教は公会議の議会則第6節第57条に基づき、70人の教父たちを代表して発言を求めたが受理されなかった。
9月21日から9月29日まで、本文は一句節ずつ表決に付された。結果は賛成1624票、条件付き賛成572票(placet juxta modum)、反対42票となった。
11月7日、スタッファ大司教はパウロ6世に宛てた手紙で発言申請の不受理（9月15日）につき手続上の妨害であり、司教団主義の命題という「極端な形式」の利益のためにローマ・カトリック系神学を沈黙させようとしたと告発した（スタッファ作戦 Operation Staffa）。
その間、35人の枢機卿と5人の大修道会総長らは、パウロ6世に宛てた10月18日付けのメモを書き、革新的な教えに関する「憂慮」を表明し、草案が曖昧で多義性を持ち、公会議後に極めて恣意的に解釈される危険性があることの指摘、また考察のため休憩時間と熟考期間を設けるよう要請した。草案の多義性が危険性を含むとは信じがたいパウロ6世は動かず、代わりにスタッファと同調する神学者たちの名前を列挙するよう求めた。挙げられた3人の名前を聞くと、いずれも自らが高く評価する人々であり、パウロ6世はうろたえた。その時、極端にリベラルな教父が文章化し公会議後に曖昧な文章を解釈する方便を綴った書面がパウロ6世の手元に届き、欺かれたと悟った教皇は涙したという。そこで教皇は国務長官を介してオッタヴィアーニに、司教団草案の諸点の表現をもっと正確に述べるように求めた。これが「予備解説的注釈」(Nota explicativa praevia) である。
11月14日、予備解説的注釈が教父らに示された。この注釈が草案に含まれた内容の意味を変えるか変えないかで議論が起こった。第123回総会の初日11月16日から、リベラルな教父たちが「暗黒の1週間」と呼ぶ週が始まった。同日の告知で、公会議事務総長ペリクレ・フェリチ大司教から論争を終らせるため、次の発表がされる。
「教会草案」第3章に対する修正意見に次の解説的注釈を付け、あらかじめ最高権威（教皇）から教父たちに伝えられた。第3章の教えはこの注釈の意向と意味にしたがい説明し、理解されなければならない。
この注釈は『教会憲章』の一部に組み込まれることになる。

#### 現代世界における教会について
9月30日、リベラル派の起草した「現代世界における教会について」の草案に追加が現れた。
10月20日の上程予定日に、「現代世界における教会について」の草案（草案第13と呼ばれた）検討が上程されなかった。
10月20日から11月10日まで、現代世界における教会についての教令が討論された。超自然の要素がないと批判されたが、差し戻しにはならなかった。これが後に『現代世界憲章』となる。

#### 聖母マリアについて
1964年7月15日付けで、13名の教父たちは、請願書(postulatum) を教皇パウロ6世に提出して、次のことを懇願した。
1. 聖母マリアを「教会の母」として宣言する
2. 聖伝の教えに反する草案を廃案とする

第3会期では、9月16日から翌日まで、聖母マリアの称号について議論された。11月18日、聖母マリアに関する草案の票決。
第3会期で提示された文章では、前会期の終了時にパウロ6世が表明した希望にもかかわらず、「教会の母」という称号は削除されていた。カスタン・ラコマ司教は 80人の教父を代表してこの称号を再挿入することを要求した。しかし、これは無視された。
11月21日、総会最後の日、パウロ6世は「教会の母(Mater Ecclesiae)」という称号を聖母マリアに与えると、自発教令で発表した。

#### その他の討論
- 9月30日から10月6日まで、啓示についての草案が討論された。フラニッチ司教は、草案は間違いではないが聖伝の充満性について大きな欠陥があると指摘した。デフナーは78人のドイツ語圏司教らを代表して、啓示が全て聖書の中に含まれているか否かという難しい問題に触れずにうまく隠してあると賞賛した[56]。
- 10月7日から10月13日まで、信徒使徒職についての草案が討論された。
- 10月13日から同15日まで、司祭職についての草案が討論され、「指針」propositiones に還元され、差し戻された。
- 10月15日から同20日まで、東方教会についての教令が討論された。
- 11月6日から同9日まで、宣教についての草案が討論され、「指針」propositiones に還元された。指針は破棄され、草案が再準備された。
- 11月10日から同12日まで、修道生活についての草案が討論された。
- 11月12日から同17日まで、司祭養成についての草案が討論され、指針に還元された。
- 11月17日から同19日まで、キリスト教教育についての草案が討論され、指針に還元された。

会期が進んでもなかなか教令が形にならないことで参加者たちもあせり始めたが、最終的に『東方カトリック諸教会に関する教令』、『エキュメニズムに関する教令』、『教会憲章』(Lumen Gentium) を成立させることができた。『司祭の役務と生活に関する教令』などの草案はいまだに不十分であるとして差し戻された。

### 第4会期 (Sessio Quarta)
公会議は1965年にいよいよ予定された最終第4会期（Sessio Quarta 1965年9月14日 - 12月8日）を迎えたが、依然として11の草案が決議に至らずに残されていた。特に「草案13」と呼ばれた現代世界と教会のありかたに関する文章は重要案件であり、何度も修正が重ねられていたが、いまだにまとまるめどがたたなかった。『信教の自由に関する宣言』の草稿も議論が繰り返されたが、なかなか多数に受け入れられるものになっていなかった。
この会期の初頭で教皇パウロ6世が、司教会議（シノドス）を立ち上げることを宣言したことが大きなニュースとなった。シノドスは9月15日に創設され、実際に公会後終了後に各地で行われることになり、現代に至っている。
最終的に啓示の扱いについて紛糾した『神の啓示に関する教義憲章』（啓示憲章 Dei Verbum）が参加者の賛成多数によって成立に至ったことで、すでに議論が重ねられていた草案も続々と成立していった。それらは『教会における司教の司牧任務に関する教令』、『修道生活の刷新・適応に関する教令』、『司祭の養成に関する教令』、『信徒使徒職に関する教令』、『教会の宣教活動に関する教令』、『司祭の役務と生活に関する教令』および『キリスト教的教育に関する宣言』、『キリスト教以外の諸宗教に関する教会の態度についての宣言』、『信教の自由に関する宣言』といったものであった。もっとも難産となった憲章、現代世界とのかかわりについて何をどこまで踏み込んで表現するかが議論となった『現代世界憲章』(Gaudium et Spes)は12月になってようやく成立し、参加者一同が胸をなでおろした。

#### 議論された内容
- 9月21日から10月8日まで、現代世界における教会についての草案が討論された[57]。
- 10月7日から同12日まで、宣教についての新しい草案が討論された。

#### 教令の発布
- 10月28日、『修道生活の刷新について』、『司祭の養成について』、『教会における司教の司牧の責務について』、『キリスト教教育について』が公布された。
- 11月18日、『啓示について』、『信徒使徒職について』が公布された。
- 12月7日、『信教の自由について』、『宣教について』、『司祭の役務と生活について』、『婚姻について』が公布された。

#### 第2バチカン公会議の閉会
12月7日、カトリック教会と正教会による1054年の相互破門が相互に解除された。
同日、教皇パウロ6世は公会議閉会演説において公会議の意義を宣言した。
「しかし、ここで次のことに注意しなければなりません。教会は特別の教導権によって、特別の教義を定義しませんでしたが、多くの問題について、現代人の良心の基準となり、行動の原理となる事柄を権威をもって教えたのであります。そのうえ教会は、現代人と対話を始めたのであります。常に自己の権威と力を保持しながら、司牧的愛に特有な親切と友好的態度をとったのであります。全ての人が教会に耳を傾け、教会を理解することを望んだのです。そのため知識階級の人々だけが理解できるような表現ではなく、普通一般に用いられている表現を使ったのであります。更に人々の心をひきつけ、人々を説得するために、生活体験や人々の心に呼びかけたのであります。すなわち、教会はあるがままの現代人に話しかけたのであります。」
翌12月8日、教皇はサン・ピエトロ広場で公会議の終了を宣言し、世界のあらゆる人々にむけたメッセージを発表。ここに4年にわたった第2バチカン公会議の幕が下ろされた。

## 公会議の解釈
公会議が取り扱った内容を見る前に、公会議をどのように解釈するかという問題に触れなければならない。その理由は、公会議をどのように解釈するかに、その内容も委ねられているからである。
第2バチカン公会議の第1にめざすべき目標として教会の教えが現代人にも理解できるように「現代の要求する方法で探求され、説明され」ること、現代人によく伝わるように新しい言い方を用いて「司牧的な性格を持つ教会の教導の任務にもっともよく合致する表現法」による説明をめざした。
しかし、理解しやすい説明をしたはずだった公会議は、その正しい理解の仕方と解釈が問題とされている。公会議の20周年にあたる1985年、ラッツィンガー枢機卿（後の教皇ベネディクト16世）は、第2バチカン公会議は正しく理解されていないと訴えてこう発言している。
公会議が閉会して40年が経過した後でさえ、ベネディクト16世は第2バチカン公会議の真正な理解と解釈について問題にした。
ベネディクト16世によれば、最初の解釈法は、「不連続と断絶による解釈法」である。もう一つの解釈法は「改革による解釈法」である。

### 不連続と断絶による解釈法
「不連続による解釈法は、あえて公会議前の教会と公会議後の教会の断絶を帰結させ」る革命的な見解を取る。この見解によれば、「公会議を、旧憲法を廃止して、新憲法を制定するための憲法制定議会のようなものと考え」、これによって全ては新しくなった。公会議は「新しい聖霊降臨」の機会であって、教会は自分を醜くさせているまた自らの使命を果たすことを妨げる全ての汚れを取り払った。
「不連続による解釈法が説得力を持つように思わせる……特別な理由」は、パウロ6世の公会議閉会演説である。人間に関して激しい議論が行われてきたことが、近代の特徴であり、公会議は特別な意味で人間論というテーマを取り上げた。これらすべての問題から、ある種の不連続が生じる可能性があった。実際に、ある意味では不連続が現れた。パウロ6世の言うように「人々に対する限りない愛が公会議全体を侵略した」限り、現代の人々と現代世界に合わせ新しい教会論にそって、教会を新しく作り直すべきである。教皇首位権、司教の権能、司祭職と独身制度、信教の自由、エキュメニズム、神の民の役割、結婚と性道徳、典礼など。「このような革新のみが、公会議の真の精神を表すものであり、この革新から、またこの革新に従うならば、前進することが可能となると、彼らは考え」ている。
「この解釈法は、公会議文書そのものは公会議の真の精神をまだ表現していないといい」、「第2バチカン公会議文書は妥協の産物」であると主張する。例えばマルティニや濱尾文郎枢機卿がそう主張する。

### 改革による解釈法

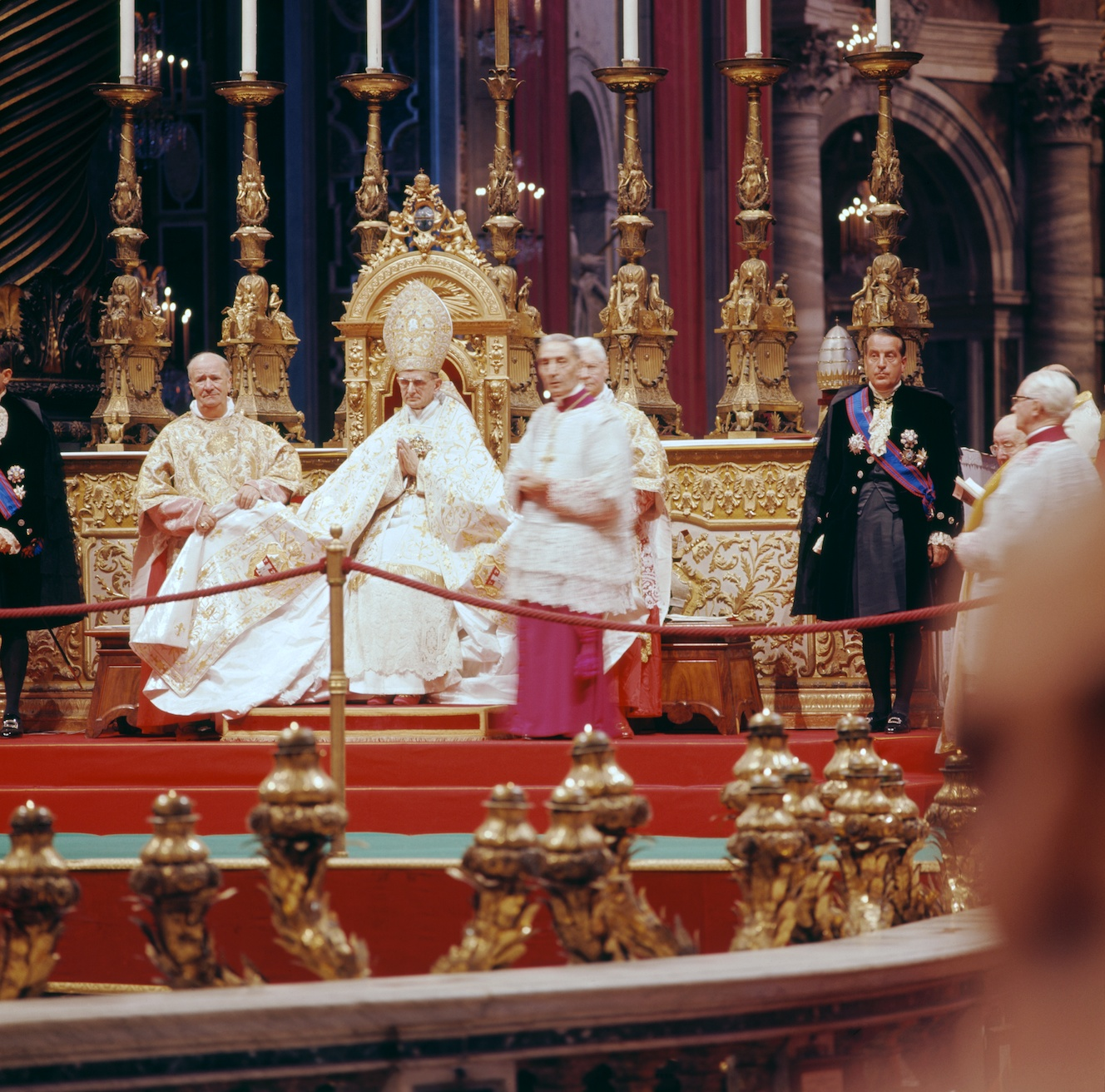
Papst Paul VI Foto: Lothar Wolleh

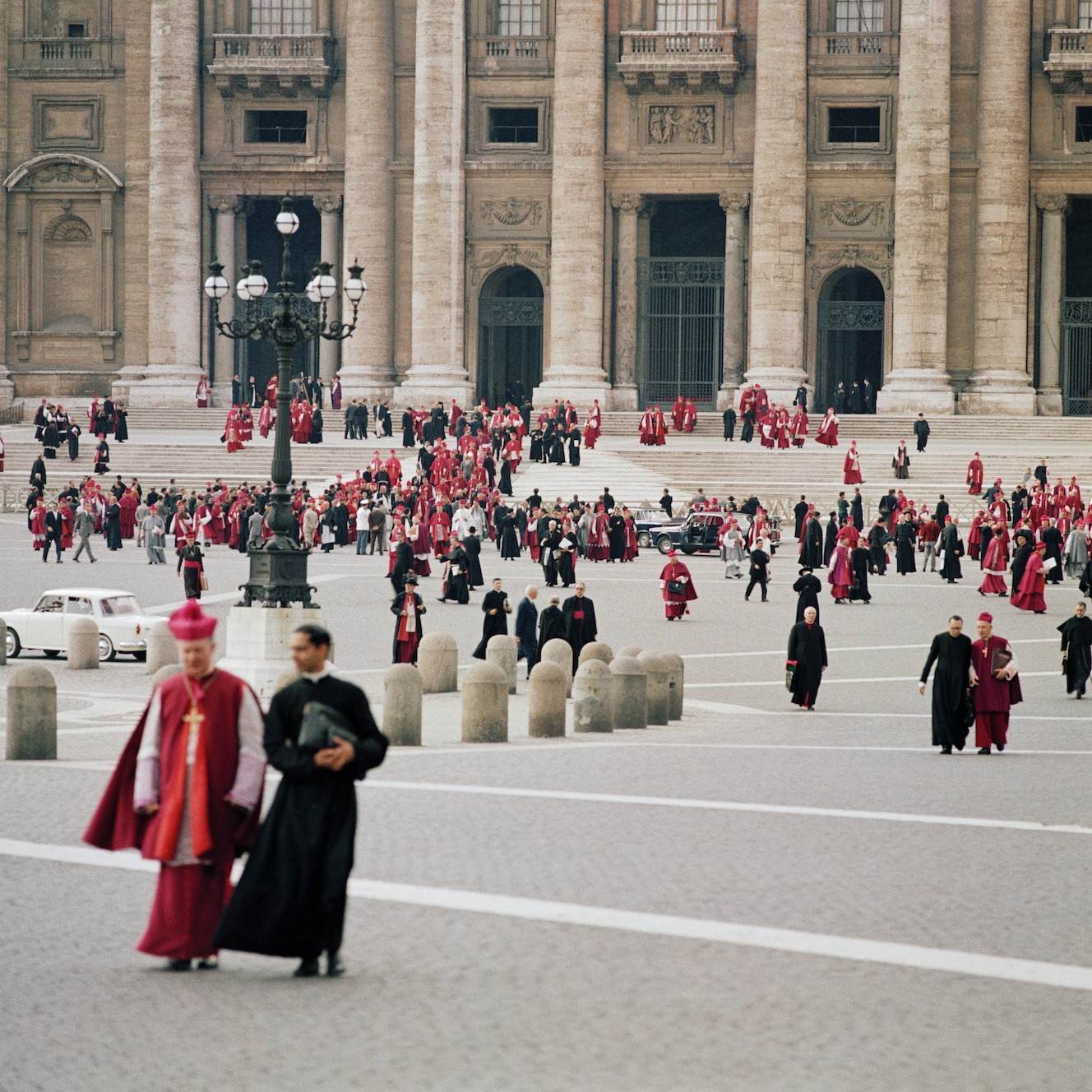
Konzilväter Foto: Lothar Wolleh

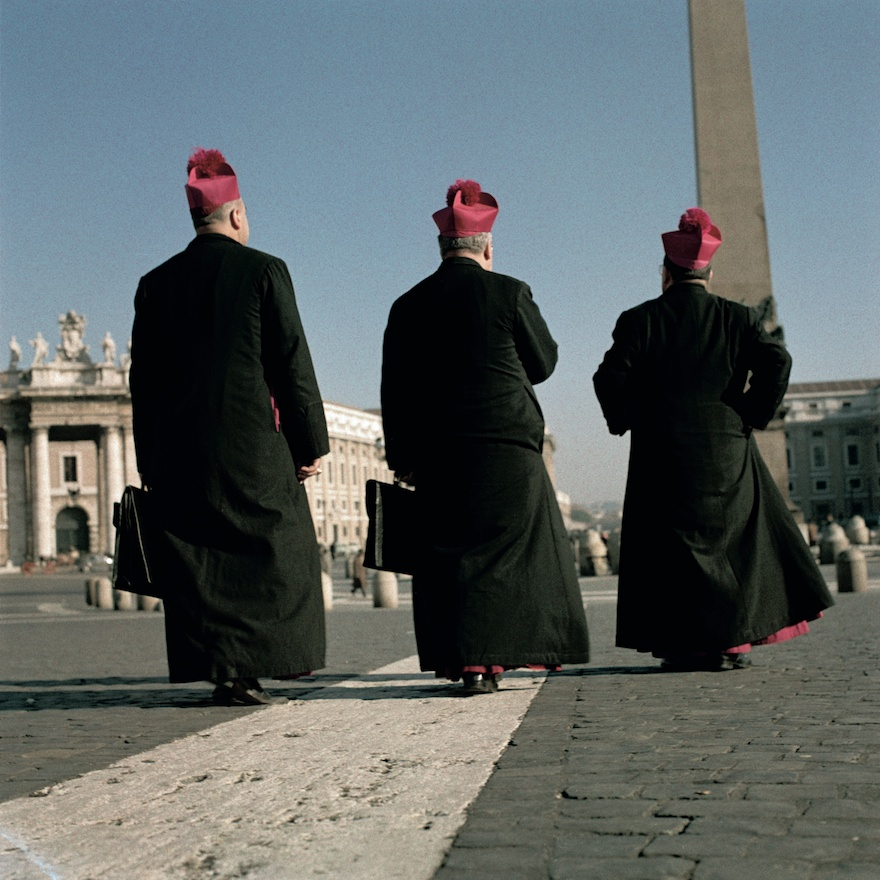
Konzilväter Foto: Lothar Wolleh

改革による解釈法を最初に示したのは、教皇ヨハネ23世による1962年10月11日の公会議開会演説であった。後にこの解釈法は、教皇パウロ6世が1965年12月7日に行った公会議閉会演説でも示された。
ベネディクト16世は、ヨハネ23世を引用してこう言う。

## 公会議の取り扱ったテーマ
公会議のテーマは多岐にわたっているが、ここでは主なものをあげる。

### 教会論
公会議の目に見える形でのもっとも大きな成果となったのが、中世以来の懸案であった教会論の確立である。これは『教会憲章』にみることができる。
第1章「教会の秘儀について」では、カトリック教会が唯一にして聖であり、普遍的なものであること、イエスがペトロに与えた権能を引き継ぐ教皇と司教たちによって治められる組織であるといいつつ、カトリック教会以外にも聖化と真理の要素が数多く見出されると補足する事で独善的傾向を避けている。
第2章「神の民について」では、神が個人でなく人々のグループを聖性に招いていること、その祖形がユダヤ民族に見られることを示す。また、カトリック教会に属さないキリスト教徒たち、ユダヤ教徒、イスラム教徒たちも唯一の神において互いに結ばれていると言明される。
第3章「教会の聖職位階制度、特に司教職について」では、第1バチカン公会議の議論を補完する形で教皇職の意味と司教団の団体制原理が示される。
以下、第4章「信徒について」、第5章「教会における聖性への普遍的召命について」、第6章「修道者について」、第7章「旅する教会の終末的性格および天上の教会との一致について」、第8章「キリストと教会の秘儀との中における神の母、処女聖マリアについて」と続くが、特にその中でそれまで聖職者・司祭は信徒より聖性のレベルが高いとみなしてきた教会が「すべての人が聖性に招かれている」という表現をしたことが革新的であるといえる。特にキリスト教の2000年の歴史の中で初めて、信徒が公式文書の中で言及されたことは特筆に価する。また、第8章のマリア論に関する部分は元来独立した文章になる予定であったが、エキュメニズム的観点とカトリック以外のキリスト教に対して攻撃的になってはならないという配慮からこの中に組み込まれた。

### 典礼
この公会議の後、外見的な部分で教会が変わったと人々を実感させたのは典礼の改革であった。この精神は『典礼憲章』にくわしい。教会は典礼においてすべての人が積極的にこれにかかわることが求められるとして、多くの改革を実行した。たとえばそれまでほとんどラテン語で行われていたミサおよび典礼の諸儀式が各国語で行われることになった。また司教の判断のもとに（全世界一様でなく）その地域文化に根ざした典礼のあり方が模索されることになった。（典礼の見直しにともなって、レクイエム・ミサにおける続唱（｢怒りの日｣など）も廃止された。歌詞の内容があまりにも最後の審判への不安や恐怖を強調しすぎており、本来のキリスト教の精神から遠いというのが理由であった。）

### 聖書と啓示
カトリック教会は古代以来一貫して重要視してきた「聖書と聖伝（聖なる伝承）」を保持しつつも、その現代世界への適応を目指した。具体的には聖書の各国語訳のさらなる研究が推奨された。そして聖職者と信徒にとっての聖書研究の重要性が改めて認識された。それまでのカトリック教会は聖書の研究は聖職者がすることであるとみなし、信徒がすすんで研究することはあまり推奨していなかったのである。

### 司教のあり方について
教会における司教の位置づけも新しい観点によって照らしなおされた。特に司教の団体制という考え方がこの公会議の精神の特徴になっている。これは教皇と司教団がペトロと使徒たちのように1つとなって教会を司牧していくという考え方である。また、公会議以降それぞれの地域で司教たちが集まって会議を開くようになった。これがシノドスである。ただ、シノドスでの議決については3分の2以上の賛成と教皇庁の認可によって初めて有効性を持つということが定められている。

## 公会議の影響
アジョルナメント（現代化）をテーマに行われた公会議は、教会の現代世界への適応にかける強い意気込みを示すことになった。この会議での決定事項は以降、パウロ6世によって実施が推進され、ヨハネ・パウロ1世からヨハネ・パウロ2世へと公会議理念の実践がすすめられていくことになる。
- 1968年6月18日、使徒憲章『Pontificalis romani』によって、叙階の秘跡の新しい儀式が発表された。
- 1969年2月13日付け自発教令『Mysterii paschalis』によって、新しい典礼暦が発表される。
- 1969年3月、新しい婚姻の儀式の発表。1990年に改正版の新しい婚姻の儀式の発表。
- 1969年4月3日、使徒憲章『ミサーレ・ロマーヌム』により、新しいミサが発表される。
- 1969年5月15日、新しい洗礼の儀式が誕生する。1972年1月6日、成人洗礼の新しい儀式の発表。
- 1970年11月1日付けの使徒憲章『Laudis canticum』および1971年4月11日の教令により、新しい聖務日課が発表される。
- 1970年12月3日の教令により、新しい聖香油の儀式の発表。
- 1971年8月15日、使徒憲章『Divinae consortium naturae』により、新しい堅信の儀式の発表。
- 1972年11月30日付けの使徒憲章、及び1971年8月22日の教令により、新しい「病者の塗油」（旧・終油の秘蹟）の発表。
- 1973年12月2日の教令により、新しい「ゆるしの秘跡」（旧・悔悛の秘蹟）の発表。
- 1983年1月25日、使徒憲章『Sacrae disciplinae leges』により、カトリック新教会法典。
- 1991年、新しい十字架の道行きの発表。新しい十字架の道行きには14留にさらに第15留が付け加わり、様々な変更がなされた。
- 1998年、新しい祓魔式(Exorcismus) の発表。
- 2001年6月29日、新しい殉教録の発行。この中に6538名の聖人及び福者の名前が掲載されている。そのうち約3分の1である1717名はヨハネ・パウロ2世によって列聖列福された。
- 2002年10月16日、回勅『Rosarium Virginis Mariae』により、新しいロザリオの祈り（「光の神秘」）が提案された。